# Конвой № 2274
Конвой № 2274 — японський конвой часів Другої світової війни, проведення якого відбувалось у вересні — жовтні 1943 року.
Конвой сформували в Рабаулі — головній передовій базі японців у архіпелазі Бісмарка, з якої вони провадили операції на Соломонових островах та сході Нової Гвінеї. Пунктом призначення при цьому був атол Трук (Чуук) на сході Каролінських островів, де ще до війни створили потужну базу ВМФ.
До складу конвою увійшли судна «Соя» (Soya), «Тацуура-Мару», «Окіцу-Мару» і «Тацунан-Мару», а ескорт забезпечували мисливці за підводними човнами CH-12 та CH-30.
27 вересня 1943 року судна вийшли з Рабаула та попрямували на північ. 28 вересня через поламку машини «Тацунан-Мару» був вимушений зупинитись та відстав від конвою, проте вже за дві години несправність виправили, і 29 серпня судно наздогнало основну групу. 30 вересня поламка машини спіткала «Тацуура-Мару», яке залишилося під наглядом мисливця CH-12, а за 6,5 години змогло наздогнати конвой.
2 жовтня № 2274 прибув на Трук.